# 杉山優平
杉山 優平（すぎやま ゆうへい、1997年6月5日 - ）は、ジャパンラグビーリーグワン東芝ブレイブルーパス東京に所属するラグビー選手。

## プロフィール
- 大阪府出身[1]。
- ポジションはスクラムハーフ (SH)。
- 身長: 167 cm、体重: 70 kg[2]
- U20日本代表スコッドに選ばれたことがある[3]。

## 略歴
小学3年生からラグビーを始める。
2016年、大阪桐蔭高校卒業後、筑波大学に入学。なお大阪桐蔭高校時代、主将を務めて、高校日本代表に選ばれたことがある。
2019年、筑波大学ラグビー部の主将に就任した。
2020年筑波大学卒業後、東芝ブレイブルーパス (現・東芝ブレイブルーパス東京)に加入。
2021年3月6日にジャパンラグビートップリーグ第3節三菱重工相模原ダイナボアーズ戦に途中出場で公式戦初出場を果たす。